# Lana Del Rey
Elizabeth Woolridge Grant (Nova York, 21 de juny de 1985), més coneguda pel seu nom artístic Lana Del Rey, és una cantant, compositora, poeta i model estatunidenca. La seva música ha estat destacada per la seva estètica estilitzada i cinemàtica, la seva preocupació per temes de romanços tràgics, glamur i malenconia, i les seves referències a la cultura popular, particularment a la vida americana de les decàdes dels 1950 i 1960.
Nascuda i criada a Nova York, Del Rey es va iniciar en una carrera musical el 2005, de la qual, a partir del 2011, va rebre per primera vegada una atenció generalitzada, quan el videoclip pel seu senzill «Video Games» es va convertir en una sensació viral d'Internet. Posteriorment rebria un major reconeixement amb el seu àlbum d'estudi debut Born to Die (2012), el qual va aconseguir el segon lloc en les llistes Billboard 200 esdevenint el cinquè àlbum més venut de 2012. Un remix del seu senzill «Summertime Sadness», produït per Cedric Gervais, va arribar al número sis dels Estats Units, i el seu EP Paradise, de 2012, va seguir-ne el camí el següent novembre i va obtenir la seva primera nominació als Premis Grammy per a Millor Àlbum Pop Vocal de l'any. Tres de les cançons de l'EP van aparèixer en el seu curtmetratge Tropico, que es va estrenar el desembre de 2013.
El 2014, Del Rey va publicar el seu tercer àlbum, Ultraviolence; es va convertir en el seu primer àlbum número 1 als Estats Units. L'any 2015, després d'una gira nord-americana amb Courtney Love i Grimes, va publicar el seu quart àlbum, Honeymoon. Tots dos àlbums van rebre respostes crítiques positives. El juliol de 2017 va publicar el seu cinquè àlbum d'estudi, titulat Lust for Life, que va ser la seva quarta nominació als Premis Grammy, aquest per a Millor Àlbum Pop Vocal de l'any.
El 2019 va publicar el seu sisè àlbum, Norman Fucking Rockwell!, que va ser nominat als premis Grammy per a Àlbum de l'Any i Cançó de l'Any i va rebre una gran aclamació i el reconeixement generalitzats dels crítics musicals. L'àlbum va ser categoritzat com el millor àlbum del 2019 i, més tard, dels millors de la dècada i de la història.
Del Rey va anunciar més tard que publicaria Violet Bent Backwards over the Grass, un àlbum de poesia parlada i col·leccions fotogràfiques. L'audiollibre produït per Jack Antonoff es va publicar el 28 de juliol i el llibre físic el 29 de setembre. El poema parlat «LA Who Am I to Love You» es va publicar com a single principal el dia abans del llançament de l'àlbum. Del Rey va anunciar el 2021 que escriuria un segon llibre de poemes i fotografies, Behind the Iron Gates - Insights from the Institution, que encara no ha publicat.
El març de 2021, Del Rey va publicar el seu setè àlbum, Chemtrails over the Country Club, amb una resposta també positiva, estrenant-se a la segona posició a la llista Billboard 200 durant un mes. El 22 d'octubre del 2021, sols set mesos després de Chemtrails, va publicar el seu vuitè àlbum Blue Banisters. L'àlbum va rebre aclamació per part de la crítica.
El novè àlbum d'estudi de Del Rey, Did You Know That There's a Tunnel Under Ocean Blvd, es anunciar el 7 de desembre de 2022, essent publicat el 24 de març de 2023. A l'agregador de crítiques musicals Metacritic, Did You Know That There's a Tunnel Under Ocean Blvd ha rebut la puntuació més alta de la història al web per part dels usuaris, amb un 9,6 sobre 10. El 10 de novembre de 2023, Del Rey va obtenir 5 nominacions als premis Grammy del 2024 per l'àlbum, el màxim de la seva carrera, que inclouen Àlbum de l'Any i Millor Àlbum de Música Alternativa per a Did You Know That There's a Tunnel Under Ocean Blvd, Cançó de l'Any i Millor Cançó de Música Alternativa per "A&W", i Millor Actuació Pop en Duo/Grup per "Candy Necklace" amb Jon Batiste.

## Carrera musical
Del Rey va començar a escriure cançons a l'edat de 18 anys i va signar el seu primer contracte amb 5 Points Records el 2007, quan en tenia 22, amb el seu primer àlbum digital, Lana Del Ray, llançat al mercat el gener de 2010. Mesos més tard, a l'abril, trenca el contracte amb la discogràfica i al juliol de 2011 signa un contracte conjunt amb Interscope Records, Polydor Records i Stranger Records.
Després de llançar el seu senzill de debut, «Video Games» el juny de 2011, es penja a Youtube el vídeo musical creat per la mateixa artista l'agost del mateix any. Després que la cançó esdevingués viral amb unes 20 milions de visites, el seu segon àlbum d'estudi, Born to Die, es va treure el gener de 2012. L'àlbum ha venut uns 5 milions de còpies arreu del món i va ser el cinquè àlbum del 2012 més venut. Arreu d'Europa, l'àlbum també va tenir èxit, incloent les cançons «Born to Die», «Blue Jeans» i «Summertime Sadness».
Amb la publicació del seu tercer EP, Paradise, Del Rey va arribar per segona vegada a ocupar el top ten: va debutar a la desena posició al Billboard 200 amb 67.000 còpies venudes durant la primera setmana. També ha guanyat els Q Award per Best New Thing, el premi GQ per Dona de l'Any, dos Brit Awards per Artista Revelació de l'Any i Artista Femenina Solista de Pop Internacional, i un EMA per Millor Artista Alternativa.
La música de l'artista s'ha destacat pel seu so de cinema i les seves referències a variats aspectes de la cultura pop, especialment la moda americana dels anys cinquanta i seixanta. La cantant s'ha descrit a ella mateixa com una «gàngster Nancy Sinatra». Abans de signar amb un segell discogràfic important, Del Rey es produïa ella mateixa els vídeos musicals. Les seves influències són de qui ella considera els mestres de cada gènere, incloent Elvis Presley, Amy Winehouse, Janis Joplin, Nirvana, Eminem, Bruce Springsteen i Britney Spears.
Del Rey compta amb onze nominacions als Premis Grammy. El 2013, rebé les seves primeres nominacions als Premis a la seva 56a edició, amb Millor Àlbum Pop Vocal per Paradise i Millor Cançó Escrita per a Mitjans Visuals per Young and Beautiful. El 2017 va rebre la seva quarta nominació als mateixos Premis amb Millor Àlbum Pop Vocal per Lust for Life. El 2019 va rebre dues nominacions, a Àlbum de l'Any per Norman Fucking Rockwell! i Cançó de l'Any per Norman Fucking Rockwell. El 2023 va rebre cinc nominacions més, a Àlbum de l'Any i Millor Àlbum de Música Alternativa per a Did You Know That There's a Tunnel Under Ocean Blvd, Cançó de l'Any i Millor Cançó de Música Alternativa per "A&W", i Millor Actuació Pop en Duo/Grup per "Candy Necklace" amb Jon Batiste.

## Impacte
Billboard va acreditar el seu primer àlbum Born to Die per ser un dels principals catalitzadors del canvi del pop de mitjan dècada de 2010. La revista va opinar que Del Rey és una figura indispensable per a la música popular de la dècada de 2010 i ha influït en artistes pop de tendència alternativa com Halsey, Banks, Father John Misty, Sia, Miley Cyrus, Selena Gomez i Taylor Swift.
El 2019, Billboard va incloure la seua cançó «Born to Die» com una de les 100 cançons que van definir la dècada de 2010 i va agregar que va influir en «un canvi sonor que va canviar per complet el panorama pop». The Washington Post va incloure a del Rei com l'únic músic en la seua llista de «Dècada d'influència». Pitchfork la va nomenar una de les millors compositores vives dels Estats Units. The Guardian va declarar que l'estil de Del Rey era una «marca distintiva de les desafiadores estreles del pop femenines del futur».
Les seues pàgines de YouTube i Vevo tenen vistes combinades de més de quatre mil milions.

## Discografia

### Àlbums i EPs d'estudi
- Born to Die (2012)
- Paradise (2012)
- Ultraviolence (2014)
- Honeymoon (2015)
- Lust for Life (2017)
- Norman Fucking Rockwell! (2019)
- Chemtrails over the Country Club (2021)
- Blue Banisters (2021)
- Did You Know That There's a Tunnel Under Ocean Blvd (2023)
- Lasso (2024)

### Àlbums parlats
- Violet Bent Backwards over the Grass (2020)
- Behind the Iron Gates - Insight from the Institution (2022)

### Altres àlbums i EPs
- Lana Del Ray (2010)
- Kill Kill (2008)
- Lana Del Rey (2012)